# Río Dubná
El  río Dubná (del ruso: Дубна) es un río de los óblast de Vladímir y Moscú, afluente por la orilla derecha del Volga.

## Geografía
El río Dubná nace en el óblast de Vladímir entre Korely y Zazevítovo, cerca de Alexándrov, en la vertiente de la Cordillera de Klin-Dmiítrov. La corriente toma dirección oeste. Cambia de dirección al norte cerca de Filisovo, en el óblast de Moscú. Tras recibir las aguas del río Sulat toma una dirección sudoeste. 6 km por encima de Verbilki, gira hacia el noroeste. Es navegable durante 15 km desde Berezhok hasta su desembocadura, a este de la ciudad de Dubná, 8 km por debajo del embalse de Ivánkovo, en el Volga.
Tiene una longitud de 167 km y drena una cuenca hidrográfica de 5.350 km², con un caudal medio de 11 m³/s.
Sus principales afluentes son: por la izquierda, el río Kunia, el río Kubzha, el río Velia y el río Sestrá; por la derecha: el río Sulat y el río Jotcha.

## Topónimo
La ciudad de Dubná se encuentra en la confluencia del Dubná y del Volga.